# Cambes (Lot)
Cambes è un comune francese di 363 abitanti situato nel dipartimento del Lot nella regione dell'Occitania.

## Società

### Evoluzione demografica
Abitanti censiti